# Sumi
Sumi (墨) est le nom japonais de l'encre de Chine (ch. & jap. : 墨 ; py : mò ; ko. : 묵)
L'encre traditionnelle utilisée en calligraphie japonaise est appelée sumi (墨). Le sumi-e désigne littéralement « la peinture » ou « le dessin à l'encre ». Il s'applique aujourd'hui pour les créations qui répondent à des schémas traditionnels stricts et culturels, mais moins pour des créations libres et originales. Pour ces dernières, on emploie plutôt le mot « encre ». C'est le cas lorsqu'on désigne le travail à l'encre de Michaux, de Zao Wu-Ki…
Il s'agit, comme en Chine et en Corée, d'une encre de Chine confectionnée à partir de suie (susu) et de colle (nikawa, 膠) animale se présentant sous forme solide, en général sous forme de bâton, que l'on frotte sur une pierre à encre avec un peu d'eau.
- L'encre chinoise confectionnée à l'ancienne est plus condensée et plus tendre que l'encre japonaise.
- L'encre japonaise résiste mieux à l'étirement des tracés.
- Les procédés de fabrication ne sont pas exactement les mêmes[1].

Traditionnellement, la suie peut être de la suie de pin (shôen-boku) ou de la suie d'huile végétale (yuen-boku).
De nos jours la suie de pin pure est rare, elle est généralement mêlée à d'autres matières chimiques, tel que l'anthracène, offrant des nuances pratiquement identiques. Les encres industrielles n'offrent pas la même finesse et elles sont généralement moins résistantes à l'eau, au temps et au marouflage et les encres liquides vendues en bouteille sont à éviter.
L'encre traditionnelle continue de vivre après sa période de fabrication. Les meilleurs magasins la conservent plusieurs années avant de la vendre ; avec l'âge elle développe de plus subtiles nuances. Les encres dites « âgées » (ko-boku, 古墨) ont de 50 à 60 ans ; au-delà de 100 ans, elles deviennent des objets de collection. Cependant, une fois fixées sur le papier, elles échappent à l'emprise du temps. Les encres de qualité ont des nuances de couleur.

## Utilisation et entretien
- Verser un peu d'eau sur la colline de la pierre à encre, tenir le bâton incliné vers soi ou droit et le frotter doucement sur la colline en utilisant un mouvement circulaire jusqu'à ce que l'encre atteigne une certaine épaisseur.
- Verser cette encre épaissie dans la mer de la pierre à encre.
- Le temps de préparation de l'encre prendra au moins quinze minutes pour une initiation et plus pour des dessins de taille plus importante.
- L'encre atteint une qualité optimale une heure après avoir été préparée[2].

Le bâton doit être rangé et surtout ne doit pas être reposé sur la pierre lorsqu'il ne sert pas ; il risquerait de coller sur la pierre, de l'abîmer, voire de la casser.
Après utilisation d'un bâton d'encre, il faut l'essuyer et le ranger dans son papier et sa boîte d'origine en paulownia à l'abri du soleil et de l'humidité. Il ne faut pas qu'il soit enveloppé dans un emballage plastique.

### En français
- Shodo. La calligraphie Japonaise
- Galerie de sumi-e